# Ivanna Macías
Ashley Ivanna Macías Tacuri (Guayaquil, Provincia del Guayas, Ecuador; 26 de marzo de 2003) es una futbolista ecuatoriana. Juega de guardameta en Newell's Old Boys de la Primera División A de Argentina. Es internacional con la Selección de Ecuador.

## Trayectoria

### Inicios
Inició en el club Emelec desde la temporada 2019, luego desde 2020 pasó a formar parte de Independiente del Valle conocido como Dragonas IDV, conjunto con el cual hizo su debut con 17 años de edad en septiembre de 2020, en la derrota de su equipo por 1-3 ante Ñañas en el partido amistoso Simulacro.

### Serra Macaense F.C.
Luego de no debutar en Dragonas IDV a mediados de 2021 fue contrarada por Serra Macaense de Brasil (siendo esta su primera experiencia internacional) donde formó parte de las inferiores y mayores, tuvo destacadas actuaciones llegando a ser capitana del equipo, en el cual se mantuvo hasta inicios del 2022 donde fue convocada a la Selección Femenina de Ecuador Sub-20.

### Leonas del Norte
Ivanna tuvo un breve paso por Leonas del Norte de la provincia de Imbabura donde fue convocada a la Selección de Mayores para disputar la Copa América de Colombia 2022

### Club Ñañas
En agosto de 2022 se une al club Ñañas. Con el equipo fue campeona de la Súperliga Femenina de Ecuador 2022.

### Excursionistas
En febrero del año 2023 se hace oficial su llegada a Las Amazonas, siendo esta la segunda experiencia internacional de la guardameta.

### Newell's Old Boys
En febrero de 2024 se suma al plantel del recientemente ascendido Newell's Old Boys de Rosario.

## Selección nacional
Fue parte de la Selección de Ecuador sub-20 en el Campeonato Sudamericano de 2020, debutó el 4 de marzo de dicho año ante Argentina, luego en el cuarto partido frente a Venezuela fue titular. En el año 2022 fue convocada para el Campeonato Sudamericano de 2022 en Chile donde fue titular los 4 partidos de Ecuador. En junio de 2022 fue convocada a la Selección Absoluta para disputar la Copa América de ese mismo año. Debutó oficialmente con la Selección Mayor en el amistoso vs  Paraguay en la derrota 1-2 de la mano del entrenador colombiano Andrés Usme.

### Participaciones en fases finales
| Torneo                   | Sede      | Resultado    | Partidos | Goles |
| ------------------------ | --------- | ------------ | -------- | ----- |
| Sudamericano Sub-20 2020 | Argentina | Primera fase | 2        | -8    |
| Sudamericano Sub-20 2022 | Chile     | Primera fase | 4        | -9    |
| Copa América 2022        | Colombia  | Primera fase | 0        | 0     |
| Total                    | Total     | Total        | 6        | -17   |

## Estadísticas

### Clubes
| Club                    | País      | Año             |
| ----------------------- | --------- | --------------- |
| Emelec                  | Ecuador   | 2019            |
| Independiente del Valle | Ecuador   | 2020 - 2021     |
| Serra Macaense          | Brasil    | 2021 - 2022     |
| Leonas del Norte        | Ecuador   | 2022            |
| Club Ñañas              | Ecuador   | 2022            |
| Excursionistas          | Argentina | 2023 - 2024     |
| Newell's Old Boys       | Argentina | 2024 - presente |

## Palmarés

### Títulos nacionales
| Título                             | Club       | País    | Año  |
| ---------------------------------- | ---------- | ------- | ---- |
| Súperliga Femenina de Ecuador 2022 | Club Ñañas | Ecuador | 2022 |